# Ариобарзан I Филоромеј
Ариобарзан I Филоромеј (грч. Ἀριοϐαρζάνης Φιλορώμαιος) је био краљ Кападокије од 95. п. н. е. до 63/62. п. н. е. Неколико пута је губио трон, али поново би га Римљани неколико пута враћали на трон. Био је веран римски савезник за време Митридатових ратова, па је по окончању ратова поред Кападокије добио и Софену и Габијену.

## Долазак на власт
Кападокијом су покушавали да уз помоћ марионета владају Митридат VI од Понта и Никомед III од Битиније. У Кападокији је око 97. п. н. е. избила побуна против марионетске власти, али била је угушена. Два краља су се онда пред римским сенатом спорили који је од њихових марионета легитимнији, а римски сенат је одредио да грађани Кападокије именују новога краља. За новога краља Кападокије именован је Ариобарзан.

## Неколико пута губи трон
Митридат VI од Понта је након тога склопио савез са јерменским краљем Тиграном Великим понудивши му руку своје ћерке Клеопатре. Заузврат је тражио да Тигран нападне слабу Кападокију и уклони са трона Ариобарзана Филоромана, што је Тигран и учинио око 93. п. н. е. Сула је у то време био намесник Киликије и успео да победи јерменску војску и да Ариобарзану врати трон. Митридат је након тога заузео Битинију поставивши на власт Сократа Хреста, брата Никомеда IV од Битиније. У то време 90/89. п. н. е. послао је војску на Кападокију и Ариобарзана истерао са трона, који је узурпирао Митридатов син Аријарат Еузеб. Маније Аквилије и проконзул Азије Гај Касије окупили су око 89. п. н. е. већу војску и уз помоћ Галаћана и Фригијаца вратили су Никомеда на трон Битиније и Ариобарзана I Филоромана на трон Кападокије.

## Почетак Првога митридатовога рата
Маније Аквилије је онда од два краља тражио да упадају на територије Понта и да потпале рат. Ариобарзан је оклевао да започне тако значајан рат страхујући од моћнога Митридата. За разлику од њега Никомед IV од Битиније је напао територију Понта пљачкајући све до Амастриса. Митридат VI од Понта се жалио Римљаљнима на такав поступак, али пошто није добио правду одлучио је да започне Први митридатски рат. Најпре је желео да осигура да не би Понт био нападнут са територије Кападокије, па је послао свога сина Аријарата Еусеба са великом војском да 89. п. н. е. заузме Каподокију. Аријарат је брзо победио Ариобарзана и истерао га из Кападокије.

## Други митридатов рат
Кападокија је остала под Митридатовом контролом до краја Првога митридатовога рата. Приликом окончања Првога митридатовога рата 84. п. н. е. Сула је присилио Митридата VI да Битинију врати Никомеду и да Кападокију врати Ариобарзану I. Ипак један део Кападокије остао је под Митридатовом контролом. Луције Лициније Мурена је започео Други митридатски рат 83. п. н. е. изненадним походом преко Кападокије и нападом на Коману на понтској територији. По окончању пљачке Комане Мурена се запутио на зимовање у Кападокију, а током 82. п. н. е. био је поражен. Митридат је успео да римску војску протера и из Кападокије. Сула је сматрао да треба да се оконча рат, који је започео Мурена, па је послао Аула Габинија са наређењем да Мурена не сме да напада територију Понта.

## Мисија Аула Габинија
Аул Габиније је добио и задатак да помири Митридата са Ариобарзаном I Филоромејем. Митридат VI од Понта састао се са Ариобарзаном I Филоромејом и тада је заручио своју четворогодишњу ћерку са Ариобарзаном. Међутим задржао је не само западни део Каподокије, него је тражио још један део централне Кападокије. Ариобарзан и Аул Габиније су морали да пристану на то. Касније се Ариобарзан жалио у Риму да не само што није добио натраг западну Кападокију, него му је Митридат узео још један део. Митридат је тада пристао да послуша Сулу, па је Ариобарзану вратио све територије, а заузврат је тражио ратификацију мировнога споразума, али у то време 79. п. н. е. Сула је умро, па Сенат није примао Митридатове изасланике.

## Трећи митридатов рат
Митридат је онда наговорио свога зета Тиграна Великога да изврши инвазију Кападокије. Тигран Велики је 77. п. н. е. заузео део Кападокије и одвео 300.000 становника у Тигранокерту. За време Трећега митридатовога рата Ариобарзан је снабдевао римску војску. За време битке код Кабире 72. п. н. е. Лукул је добијао снабдевање једино из Кападокије. Када је Митридат побегао у Јерменију Лукул је 69. п. н. е. усиљеним маршем кренуо преко Кападокије до Еуфрата према Тигранокерти. Лукул је победио у бици код Тигранокерте, али након Лукулова одласка 67. п. н. е. Митридат је поново Ариобарзана истерао из Кападокије.

## Добија Софену и Габијену
Помпеј је по окончању рата са Митридатом Ариобарзану вратио Кападокију. Поред тога дао му је Софену и Габијену (Кордуену). Током 63. п. н. е. је абдицирао и краљевину поверио свом сину Ариобарзану II Филопатору. Ариобарзанова ћерка Исија удала се за краља Комагена Антиоха I од Комагена.